# Хироюки Агава
Хироюки Агава (на японски: 阿川 弘之; на английски: Hiroyuki Agawa) е японски писател, автор на произведения в жанровете биографии, исторически романи, есета и документалистика.

## Литературна биография
Хироюки Агава е роден в Хирошима, Япония и още като студент в гимназията е повлиян от японския автор Наоя Шига (на английски: Naoya Shiga). Той влиза в Имперския университет в Токио, за да изучава японската литература. След като завършва през 1942 г., младият Хироюки Агава е подготвен да служи в японския императорски флот, за който той работи като разузнавателен офицер и разчита китайски военни кодове до края на войната. През март 1946 г. Хироюки Агава се завръща в Хирошима, където родителите му се намират по това време и преживяват експлозията на атомна бомба през август 1945 година.
След Втората световна война Хироюки Агава написва първия си роман „Nennen Saisai“ (1946), който е всъщност класически автобиографичен роман, разказващ за неговия живот след завръщането при родителите му. Авторът отбелязва в послепис рецензия за тази книга написана лично от неговия ментор, японският писател Наоя Шига. В този роман Хироюки Агава успява да съчетае историите на негови приятели и познати които са били очевидци на бомбардировките, и свидетелското описание в разказ на преживяванията на едно семейство от Хирошима. Поради окупационният период по онова време цензурата е била доста строга, но въпреки това, написаната от него история е допусната до читателя, защото както по-късно отбелязва авторът, той не споменава проблемите свързани с последствията на бомбардировката, и не критикува САЩ.
Хироюки Агава става известен на широката общественост и критици със своя автобиографичен роман „Citadel in Spring“ (1952), който е увенчан с наградата „Yomiuri“. По-късно той разглежда същата тема като студентски войник през 1974 г. и пише документалният роман „Ma no isan“, в който разказва за бомбардировките над Хирошима през очите на един млад репортер от Токио. Най-големите биографични романи на Хироюки Агава са „Yamamoto Isoroku“ (1965), „Yonai Mitsumasa“ (1978), „Inoue Seibi“ (1986) и „Shiga Naoya“ (1994). Другите му големи творби включват „Kumo no bohyo“ (1955) и „Gunkan Nagato no shogai“ (1975).
Хироюки Агава е баща на две деца. По големият му син Наоуки Агава (на английски: Naoyuki Agawa) е роден на 14 април 1951 г. и е адвокат, дипломат, академик и автор публицист. Той е преподавател по право в Университета „Кейо“ – частен университет, разположен в Минато Токио. Неговата по-малка сестра е известната писателка и японска телевизионна личност Сауако Агава (на английски: Sawako Agawa), родена на 1 ноември 1953 г. 

## Награди
- През 1999 г. Хироюки Агава получава Наградата за култура (Bunka Kunsho).
- През 1952 г. Хироюки Агава получава Наградата „Yomiuri“ – за „Citadel in Spring“
- През 1966 г. Хироюки Агава получава Литературната награда „Shincho“ – за „Yamamoto Isoroku“
- През 1987 г. Хироюки Агава получава Голямата литературна награда „Nippon“ – за „Inoue Seibi“
- През 1994 г. Хироюки Агава получава Литературната награда – за „Shiga Naoya“
- През 2002 г. Хироюки Агава получава Наградата „Yomiuri“ – за „Shokumi-Buburoku“
- През 2007 г. Хироюки Агава получава Наградата „Kan Kikuchi“

## Библиопрафия
| Година | Японско заглавие                       | Английско заглавие                                   | Жанр |
| 1946   | 年年歳歳 Nennen Saisai                 | From Age to Age                                      | Роман / Първата литературна творба на Хироюки Агава – превод от Eric P. Cunningham                                                |
| 1952   | 春の城 Haru no shiro                   | Citadel in Spring                                    | Автобиографичен роман описващ атомната бомбардировка над Хирошима – превод от Lawrence Rogers, 1990 г.                            |
| 1953   | 魔の遺産 Ma no isan                    | Devil's heritage                                     | Документален роман за последствията от атомната бомбардировка над Хирошима – превод от John M. Maki, 1957 г.                      |
| 1955   | 魔の遺産 Kumo no bohyō                 | Burial in the Clouds                                 | Документален военен роман въз основа на дневника на Iwao Yoshii, бивш пилот-камикадзе. Филмова адаптация от Shochiku през 1957 г. |
| 1957   | 夜の波音 Yoru no namioto               |                                                      | Кратки истории |
| 1959   | カリフォルニヤ California              |                                                      | Роман |
| 1960   | 坂の多い町 Saka no ooi machi           |                                                      | Кратки истории |
| 1961   | 青葉の翳り Aoba no kageri              |                                                      | Кратки истории |
| 1966   | 舷燈 Gentō                             |                                                      | Роман |
| 1967   | 軍艦ポルカ Gunkan polka                |                                                      | Кратки истории |
| 1968   | 水の上の会話 Mizu no ue no kaiwa       |                                                      | Кратки истории |
| 1969   | 山本五十六 Yamamoto Isoroku            | The Reluctant Admiral Yamamoto and the Imperial Navy | Биография превод от John Bester, 1979                                                                                             |
| 1973   | 暗い波濤 Kurai hatō                    |                                                      | Военен роман (частично автобиографичен)                                                                                           |
| 1975   | 軍艦長門の生涯 Gunkan Nagato no shōgai |                                                      | Документален роман |
| 1978   | 米内光政 Yonai Mitsumasa               |                                                      | Биография |
| 1982   | テムズの水 Thames no mizu              |                                                      | Кратки истории |
| 1986   | 井上成美 Inoue Seibi                   |                                                      | Биография |
| 1994   | 志賀直哉 Shiga Naoya                   |                                                      | Биография |
| 2004   | 亡き母や Naki haha ya                  |                                                      | Роман |